# Álvaro Carreras
Álvaro Fernández Carreras (Ferrol, 23 marzo 2003) è un calciatore spagnolo, difensore del Real Madrid.

## Carriera

### Club

#### Gli inizi
Dopo aver mosso i primi passi da calciatore nel Racing Ferrol, squadra della sua città natale, nel 2012 si trasferisce al Deportivo La Coruña. Nel 2017 passa al Real Madrid, che lo inserisce nel settore giovanile.

#### Manchester Utd e vari prestiti
L'11 settembre 2020 firma un contratto quadriennale con il Manchester Utd. Tra aprile e maggio 2022 viene convocato in prima squadra, non riuscendo tuttavia ad esordire.
Il 26 luglio 2022 viene girato in prestito annuale al Preston N.E., militante nella seconda serie inglese. Debutta con la nuova maglia quattro giorni dopo, alla prima giornata di campionato, sostituendo Robbie Brady al 72' dello 0-0 casalingo contro il Wigan. A fine stagione, colleziona 42 presenze tra campionato e coppe.
Dopo aver iniziato la stagione con i Reds, il 1º settembre 2023 viene girato in prestito annuale al Granada, neopromosso nella massima serie spagnola. Esordisce il 18 settembre seguente, nella gara casalinga di campionato persa contro il Girona (2-4). Il 14 gennaio 2024, dopo 14 presenze totali, viene richiamato dal Manchester United.

#### Benfica
Il 17 gennaio 2024 viene ceduto in prestito semestrale, con diritto di riscatto e contro riscatto, al Benfica. Lascia i lusitani dopo 18 mesi, con 68 presenze e 5 reti.

#### Real Madrid
Il 14 luglio 2025 fa ritorno al Real Madrid,  per una cifra di 50 milioni di euro e con cui sottoscrive un accordo fino al 30 giugno 2031.

### Nazionale
Il 26 ottobre 2021 debutta per la nazionale Under-19, in occasione di un'amichevole persa contro i pari età d'Israele.
L'8 settembre 2023 esordisce con la nazionale Under-21, nella vittoria esterna contro la nazionale Under-21 maltese (0-6).

## Statistiche

### Presenze e reti nei club
Statistiche aggiornate al 14 luglio 2025.
| Stagione            | Squadra         | Campionato      | Campionato | Campionato | Coppe nazionali | Coppe nazionali | Coppe nazionali | Coppe continentali | Coppe continentali | Coppe continentali | Altre coppe | Altre coppe | Altre coppe | Totale | Totale | Totale |
| Stagione            | Squadra         | Comp            | Pres       | Reti       | Comp            | Pres            | Reti            | Comp               | Pres               | Reti               | Comp        | Pres        | Reti        | Pres   | Reti   |        |
| ------------------- | --------------- | --------------- | ---------- | ---------- | --------------- | --------------- | --------------- | ------------------ | ------------------ | ------------------ | ----------- | ----------- | ----------- | ------ | ------ | ------ |
| 2022-2023           | Preston N.E.    | FLC             | 39         | 0          | FACup+CdL       | 2+1             | 0               | -                  | -                  | -                  |             | -           | -           | 42     | 0      |        |
| lug.-set. 2023      | Manchester Utd  | PL              | 0          | 0          | FACup+CdL       | -               | -               | UCL                | -                  | -                  | -           | -           | -           | 0      | 0      |        |
| set. 2023-gen. 2024 | Granada         | PD              | 13         | 0          | CR              | 1               | 0               |                    | -                  | -                  |             | -           | -           | 14     | 0      |        |
| gen.-giu. 2024      | Benfica         | PL              | 11         | 1          | CP+CdL          | 1+1             | 0+0             | UCL+UEL            | 0+3                | 0+0                | SP          | -           | -           | 16     | 1      |        |
| 2024-2025           | Benfica         | PL              | 32         | 3          | CP+CdL          | 5+3             | 0+1             | UCL                | 10                 | 0                  | Cmc         | 2           | 0           | 50     | 4      |        |
| Totale Benfica      | Totale Benfica  | Totale Benfica  | 43         | 4          |                 | 10              | 1               |                    | 13                 | 0                  |             | 2           | 0           | 68     | 5      |        |
| 2025-2026           | Real Madrid     | PD              | 0          | 0          | CR              | 0               | 0               | UCL                | 0                  | 0                  | SS          | 0           | 0           | 0      | 0      |        |
| Totale carriera     | Totale carriera | Totale carriera | 95         | 4          |                 | 14              | 1               |                    | 13                 | 0                  |             | 2           | 0           | 124    | 5      |        |

### Cronologia presenze e reti in nazionale
| Cronologia completa delle presenze e delle reti in nazionale ― Spagna under 21 | Cronologia completa delle presenze e delle reti in nazionale ― Spagna under 21 | Cronologia completa delle presenze e delle reti in nazionale ― Spagna under 21 | Cronologia completa delle presenze e delle reti in nazionale ― Spagna under 21 | Cronologia completa delle presenze e delle reti in nazionale ― Spagna under 21 | Cronologia completa delle presenze e delle reti in nazionale ― Spagna under 21 | Cronologia completa delle presenze e delle reti in nazionale ― Spagna under 21 | Cronologia completa delle presenze e delle reti in nazionale ― Spagna under 21 |
| Data                                                                           | Città                                                                          | In casa                                                                        | Risultato                                                                      | Ospiti                                                                         | Competizione                                                                   | Reti                                                                           | Note                                                                           |
| ------------------------------------------------------------------------------ | ------------------------------------------------------------------------------ | ------------------------------------------------------------------------------ | ------------------------------------------------------------------------------ | ------------------------------------------------------------------------------ | ------------------------------------------------------------------------------ | ------------------------------------------------------------------------------ | ------------------------------------------------------------------------------ |
| 8-9-2023                                                                       | La Valletta                                                                    | Malta under 21                                                                 | 0 – 6                                                                          | Spagna under 21                                                                | Qual. Europeo Under-21 2025                                                    | -                                                                              |                                                                                |
| 13-10-2023                                                                     | Tashkent                                                                       | Uzbekistan under 21                                                            | 0 – 0                                                                          | Spagna under 21                                                                | Amichevole                                                                     | -                                                                              | 46’                                                                            |
| 17-10-2023                                                                     | Astana                                                                         | Kazakistan under 21                                                            | 0 – 4                                                                          | Spagna under 21                                                                | Qual. Europeo Under-21 2025                                                    | -                                                                              | 38’                                                                            |
| 17-11-2023                                                                     | Huelva                                                                         | Spagna under 21                                                                | 2 – 0                                                                          | Ungheria under 21                                                              | Qual. Europeo Under-21 2025                                                    | -                                                                              |                                                                                |
| 21-11-2023                                                                     | Lovanio                                                                        | Belgio under 21                                                                | 1 – 1                                                                          | Spagna under 21                                                                | Qual. Europeo Under-21 2025                                                    | -                                                                              |                                                                                |
| 21-3-2024                                                                      | Jerez de la Frontera                                                           | Spagna under 21                                                                | 0 – 2                                                                          | Slovacchia under 21                                                            | Amichevole                                                                     | -                                                                              | 46’                                                                            |
| 26-3-2024                                                                      | Almería                                                                        | Spagna under 21                                                                | 1 – 0                                                                          | Belgio under 21                                                                | Qual. Europeo Under-21 2025                                                    | -                                                                              |                                                                                |
| 6-9-2024                                                                       | Edimburgo                                                                      | Scozia under 21                                                                | 1 – 2                                                                          | Spagna under 21                                                                | Qual. Europeo Under-21 2025                                                    | -                                                                              |                                                                                |
| 10-9-2024                                                                      | Kecskemét                                                                      | Ungheria under 21                                                              | 0 – 1                                                                          | Spagna under 21                                                                | Qual. Europeo Under-21 2025                                                    | -                                                                              |                                                                                |
| Totale                                                                         |                                                                                | Presenze                                                                       | 9                                                                              |                                                                                | Reti                                                                           | 0                                                                              |                                                                                |

| Cronologia completa delle presenze e delle reti in nazionale ― Spagna under 19 | Cronologia completa delle presenze e delle reti in nazionale ― Spagna under 19 | Cronologia completa delle presenze e delle reti in nazionale ― Spagna under 19 | Cronologia completa delle presenze e delle reti in nazionale ― Spagna under 19 | Cronologia completa delle presenze e delle reti in nazionale ― Spagna under 19 | Cronologia completa delle presenze e delle reti in nazionale ― Spagna under 19 | Cronologia completa delle presenze e delle reti in nazionale ― Spagna under 19 | Cronologia completa delle presenze e delle reti in nazionale ― Spagna under 19 |
| Data                                                                           | Città                                                                          | In casa                                                                        | Risultato                                                                      | Ospiti                                                                         | Competizione                                                                   | Reti                                                                           | Note                                                                           |
| ------------------------------------------------------------------------------ | ------------------------------------------------------------------------------ | ------------------------------------------------------------------------------ | ------------------------------------------------------------------------------ | ------------------------------------------------------------------------------ | ------------------------------------------------------------------------------ | ------------------------------------------------------------------------------ | ------------------------------------------------------------------------------ |
| 26-10-2021                                                                     | Alcoy                                                                          | Spagna under 19                                                                | 0 – 1                                                                          | Israele under 19                                                               | Amichevole                                                                     | -                                                                              | 70’                                                                            |
| 28-10-2021                                                                     | Azara                                                                          | Spagna under 19                                                                | 1 – 1                                                                          | Israele under 19                                                               | Amichevole                                                                     | -                                                                              | 59’                                                                            |
| Totale                                                                         |                                                                                | Presenze                                                                       | 2                                                                              |                                                                                | Reti                                                                           | 0                                                                              |                                                                                |

## Palmarès
- Coppa di Lega portoghese: 1

Benfica: 2024-2025